# Evius albicollis
Evius albicollis là một loài bướm đêm thuộc phân họ Arctiinae, họ Erebidae.